# Volvo FH
Pour les articles homonymes, voir FH.
Le Volvo « FH » est un véhicule du type poids lourd, produit par le constructeur suédois AB Volvo.
Apparu dès la fin de l'année 1993, en tant que modèles FH12 et FH16, sa production continue toujours, avec maintenant la seconde génération de la lignée. FH désigne en-fait « Forward control High cab » (Contrôle avant, Cabine haute), les nombres désignant eux la cylindrée du moteur en litres. La série FH est l'une des gammes de camions ayant eu les plus grands succès au monde, le chiffre de vente dépassant les 400 000 unités pouvant en attester.

## Histoire
Fin 1993, Volvo dévoile le « FH ». Il sera le remplaçant du légendaire F, camion à cabine avancée qui fut produit pendant près de 15 ans.
Le développement et la mise-au-point du FH, en partant des feuilles à dessin, prendront 7 longues années. La mise au point du tout-nouveau moteur de 12 litres, avec son arbre à cames en tête et ses injecteurs à gestion électronique, placera Volvo parmi les leaders mondiaux en matière de motorisation.

## Première Génération (1993 – 1998)
Il fut lancé deux modèles, le FH12 et le FH16, qui partageaient des châssis et des cabines communes. Le FH12 rafla dans la lancée le prix de « camion de l'année » (Camion International de l'Année) en 1994. Le moteur 16 litres, sa boîte de vitesses et sa transmission ont été repris de la génération précédente, mais avec de nombreuses améliorations et une multitude de fonctionnalités supplémentaires, telles une toute nouvelle gestion moteur Volvo, permettant des diagnostics pour le moteur D12A.

### Design et technologie

#### La cabine

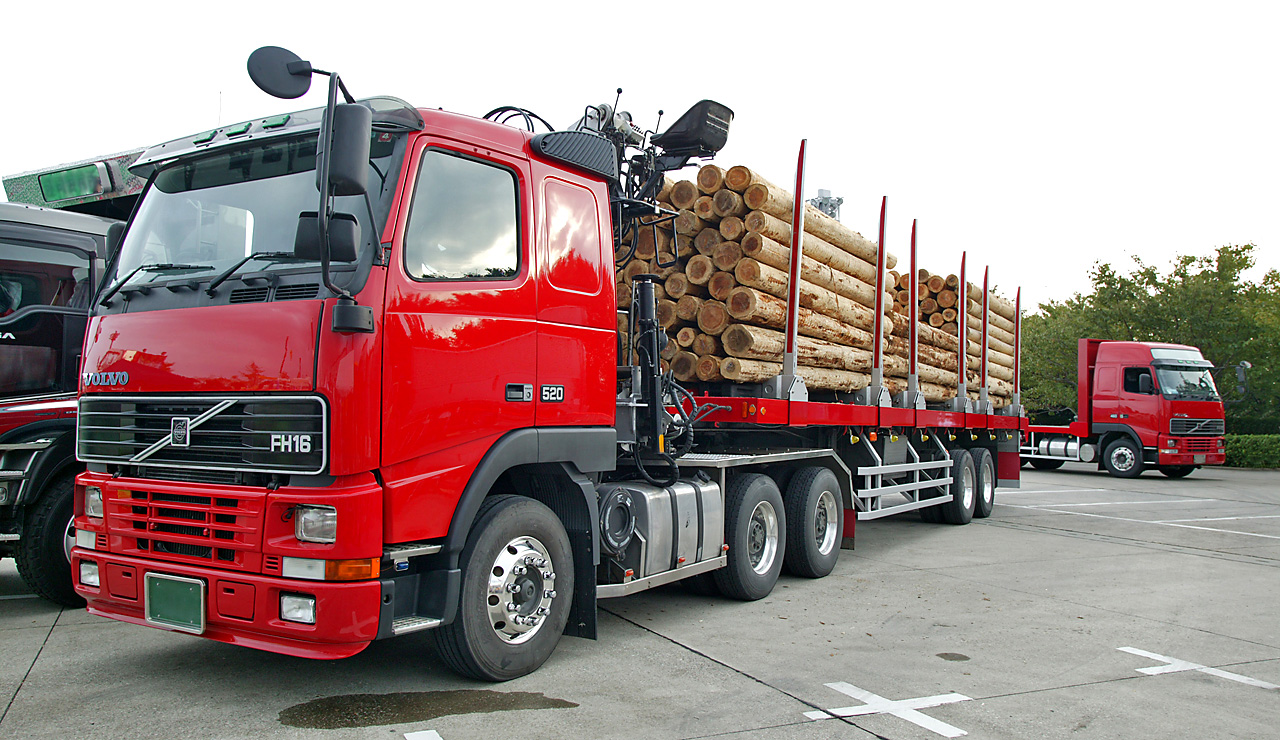
FH16 de première génération.

La cabine, produite à Umeå en acier à haute capacité de traction galvanisé à chaud, apporta une plus grande résistance aux panneaux minces et aux caissons, tout en apportant une réduction significative du poids des structures. Elle était une progression logique de celle des séries F, spacieuse mais au-demeurant « carrée », vers un dessin plus aérodynamique, ainsi qu'une assise et une ergonomie en progrès. Malgré ces évolutions importantes, le poids sera diminué de près de 30 % par rapport à l'ancien modèle.
La cabine fut testée en soufflerie de manière intensive, afin de finaliser sa forme aérodynamique, cette dernière devant permettre de diminuer la traînée et donc la consommation de carburant. Son pare-brise était plus fortement incliné, tandis que les arêtes reliant les panneaux latéraux au capot avant virent leurs angles adoucis. La forme des rétroviseurs extérieurs fut également plus profilée. Pendant la phase de tests de vérification, elle fut soumise à toute une batterie d'épreuves impitoyables, afin de vérifier sa résistance en cas d'accident. Une de ces séquences de test comprenait (en une seule fois) la dépose d'une masse de 15 tonnes sur le toit de la cabine, suivie de plusieurs impacts d'un balancier d'une tonne contre l'arrière de la cabine et de deux autres contre les montants du pare-brise. Après cette épreuve, pour que le test soit considéré comme validé, les portes devaient encore pouvoir être ouvertes.
En 1995, les camions de la série FH devinrent les premiers poids-lourds au monde à être équipés d'un Air-Bag SRS pour améliorer leur sécurité passive.

#### Le moteur D12
Du point-de-vue de sa conception, le nouveau moteur D12A fut à ce moment-là l'un des plus gros projets de moteur de Volvo depuis les années 1950.
La conception de base était toujours basée sur celle d'un « six-en-ligne » Diesel à injection directe d'environ 12 litres de cylindrée, mais dont les systèmes d'alimentation en carburant et les soupapes n'avaient plus grand chose à voir avec ceux de leurs prédécesseurs. Il était fabriqué à Skövde, sur une chaîne de montage automatisée où le gros des grandes étapes de fabrication était assuré par des robots, tandis que l'habillage final était assuré à la main par du personnel qualifié.
Le D12A fut dessiné comme un moteur « de classe mondiale », afin de pouvoir répondre aux toutes dernières demandes en matière de fortes puissances, consommation réduites et faibles émissions. Il était équipé d'un arbre à cames en tête, de 4 soupapes par cylindre, d'une injection directe à gestion électronique intégrale, d'un système Jake Brake intégré et de pistons en deux parties (acier et aluminium). Le dessin de ce moteur était également prévu pour laisser la voie ouverte vers de futures évolutions en termes de puissance brute et d'émissions.

#### Le VEB
Le VEB, en anglais : Volvo Engine Brake (Frein Moteur Volvo), est un système de frein moteur par compression, apparu pour la première fois sur le D12A et utilisé depuis sur tous les moteurs suivants, de 9 à 16 litres de cylindrée.

Le ralentissement s'effectue au moment où les linguets des soupapes d'échappement prennent appui sur un profil d'arbre à cames secondaire, lorsque le frein moteur est activé. La pression hydraulique de l'huile-moteur est également utilisée, afin d'éliminer le jeu de soupapes supplémentaire, ainsi cette action plaque les linguets contre les lobes secondaires et déloge temporairement les soupapes d'échappement, ce qui permet de créer une perte de compression, comme souvent employé par les systèmes similaires de Jacobs, Cummins et Mack. Cependant, à la différence des systèmes de ces derniers, ceux de Volvo possèdent un lobe de came supplémentaire, donnant ainsi deux ouvertures possibles des soupapes d'échappement, et est conçu pour fonctionner en conjonction avec un frein d'échappement, de sorte que deux des quatre temps du moteur sont utilisés pour augmenter l'effet de freinage du moteur : les courses d'échappement et de compression. 
- Fonctionnement :

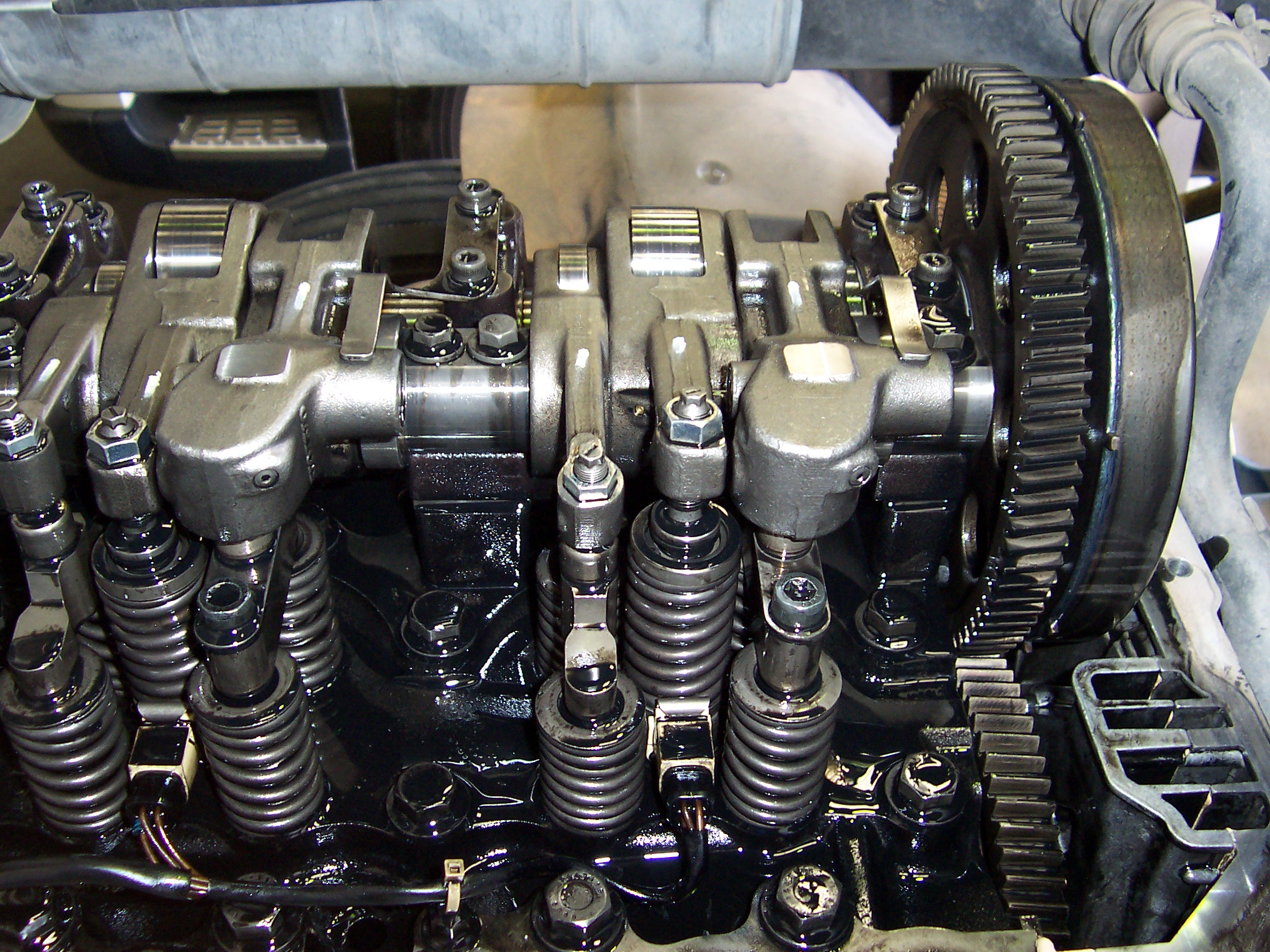
Une vue des basculeurs du VEB.

  - La soupape d'échappement est utilisée lorsque le clapet de frein-moteur à l'échappement est en position fermée, ce qui bouche le circuit d'échappement après le turbo et entraîne la création d'une contre-pression dans les conduits, ce qui a pour effet de ralentir le véhicule.
  - La phase « compression » du cycle à quatre temps du moteur est ensuite utilisée pour récupérer la contre-pression présente dans le circuit d'échappement. Au point-mort bas (PMB) du piston, les soupapes d'échappement sont ouvertes brièvement, et la pression élevée dans le collecteur d'échappement est appliquée contre le piston se déplaçant vers le haut de sa course de compression, permettant ainsi un ralentissement encore plus important, et donc l'augmentation de l'effet de freinage du moteur.
  - À la fin de la compression, juste avant que le piston atteigne son point-mort haut (PMH), les soupapes sont ouvertes brièvement, afin de relâcher de la compression et de permettre de ralentir encore une fois le piston lors de sa phase de descente (temps « détente » du cycle 4-temps). L'effet de frein moteur en est d'autant-plus amélioré, tout en stockant de la pression dans le collecteur d'échappement, en utilisant à nouveau l'obturateur de frein sur échappement, qui sera donc prêt pour la prochaine répétition du cycle.

### Version  98 (1998 - 2002)

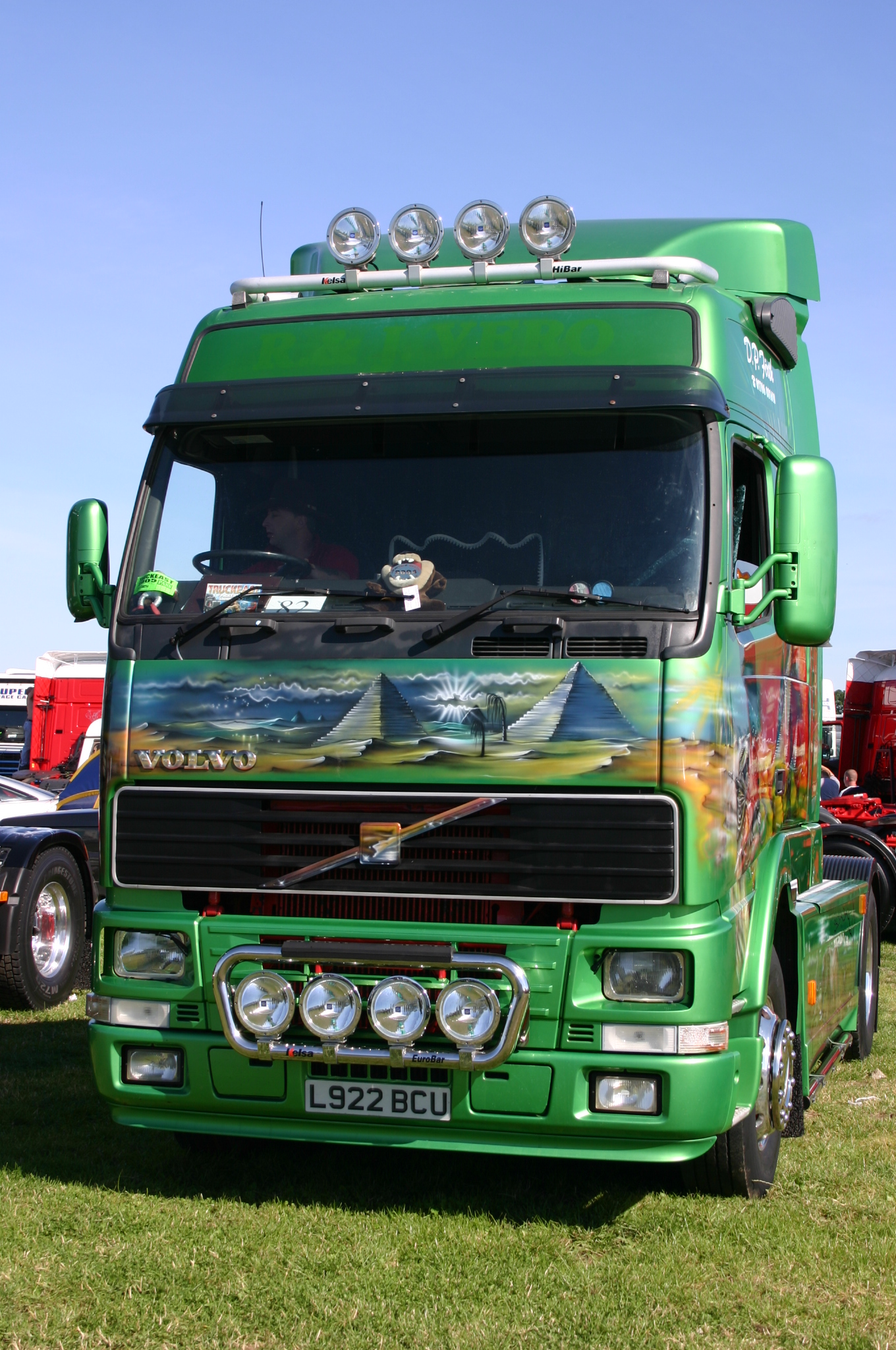
FH12.

En parallèle à l'introduction sur le marché de la gamme FM, en 1998, Volvo a opéré un lifting des séries FH existantes, avec certes de légères modifications sur la cabine, mais surtout des remaniements bien plus importants sur les systèmes électriques, le moteur et la boîte de vitesses. Le TEA (en anglais : « Truck Electronic Architecture » : Architecture Électronique du Camion) a inauguré une solution technique visant à rendre les différents systèmes électroniques d'un camion utilisables indifféremment les uns avec les autres. Cette interchangeabilité a pu être obtenue grâce à l'emploi de deux liaisons de données (appelées aussi « bus de données »), permettant aux unités de contrôle de s'échanger des données et des informations sur ce réseau.

#### Électronique
Le TEA est un système de gestion et de contrôle informatisé utilisé pour contrôler et coordonner entre elles les différentes fonctionnalités des composants principaux du véhicule.
Les unités de contrôle communiquent via ce qui est appelé le bus « CAN » à deux vitesses (SAE J1587/1708 à 9 600 bit/s et SAE J1939 à 250 000 bit/s), dans lequel se trouvent jusqu'à huit unités de commande électroniques (ECU), contrôlant les diverses fonctions. La liaison de données J1939 a pour mission vitale de permettre une communication rapide entre les calculateurs, tandis que le J1587/1808 est utilisé pour le diagnostic et la programmation, ainsi que des actions considérées comme « lentes », telles que par exemple la sauvegarde de données. La nouvelle planche-de-bord comporte un écran LCD, diffusant des messages et des infos de diagnostic provenant des divers systèmes et diffusés par la liaison de données J1708.

#### Mise à jour du D12
Le moteur D12A original a été considéré comme ayant une puissance plutôt conservatrice (comprendre : modeste, à des fins de fiabilité) et des attentes concernant une puissance plus importante ont toujours été à l'esprit, non seulement des concepteurs, mais aussi et surtout des clients. Le D12C diffère sensiblement de la version précédente, avec  un haut-moteur et des poulies complètement redessinés, ainsi que l'ajout d'armatures de renfort et d'un berceau plus rigide, afin de faire face aux contraintes infligées par une puissance désormais portée à 460 ch.

#### Boîte de vitesses
La boîte de vitesses était basée sur l'ancienne série SR1900 et partageait le même nombre de rapports ainsi que la même technique de changement de rapports. La série SR2400 brisa les liens avec l'ancienne série, et ces boîtes allaient désormais équiper la totalité des modèles des gammes FH et FM.
Des augmentations de couple, passant de 1 900 à 2 500 N m, furent possibles, grâce à un usinage différent des engrenages et à une fourchette de sélection et des mécanismes de synchronisation plus étroits, ce qui permit d'utiliser des pignons plus larges. Le nouveau sélecteur, ainsi que les nouveaux synchros et boîtiers de commande, permirent de réduire l'effort au changement de vitesse de près de 50 %. La forme du sélecteur était indifféremment la même, que le conducteur soit assis à gauche ou à droite, ce qui permit une réduction des coûts de développement et de fabrication.

## Version 2 (2002-2011)

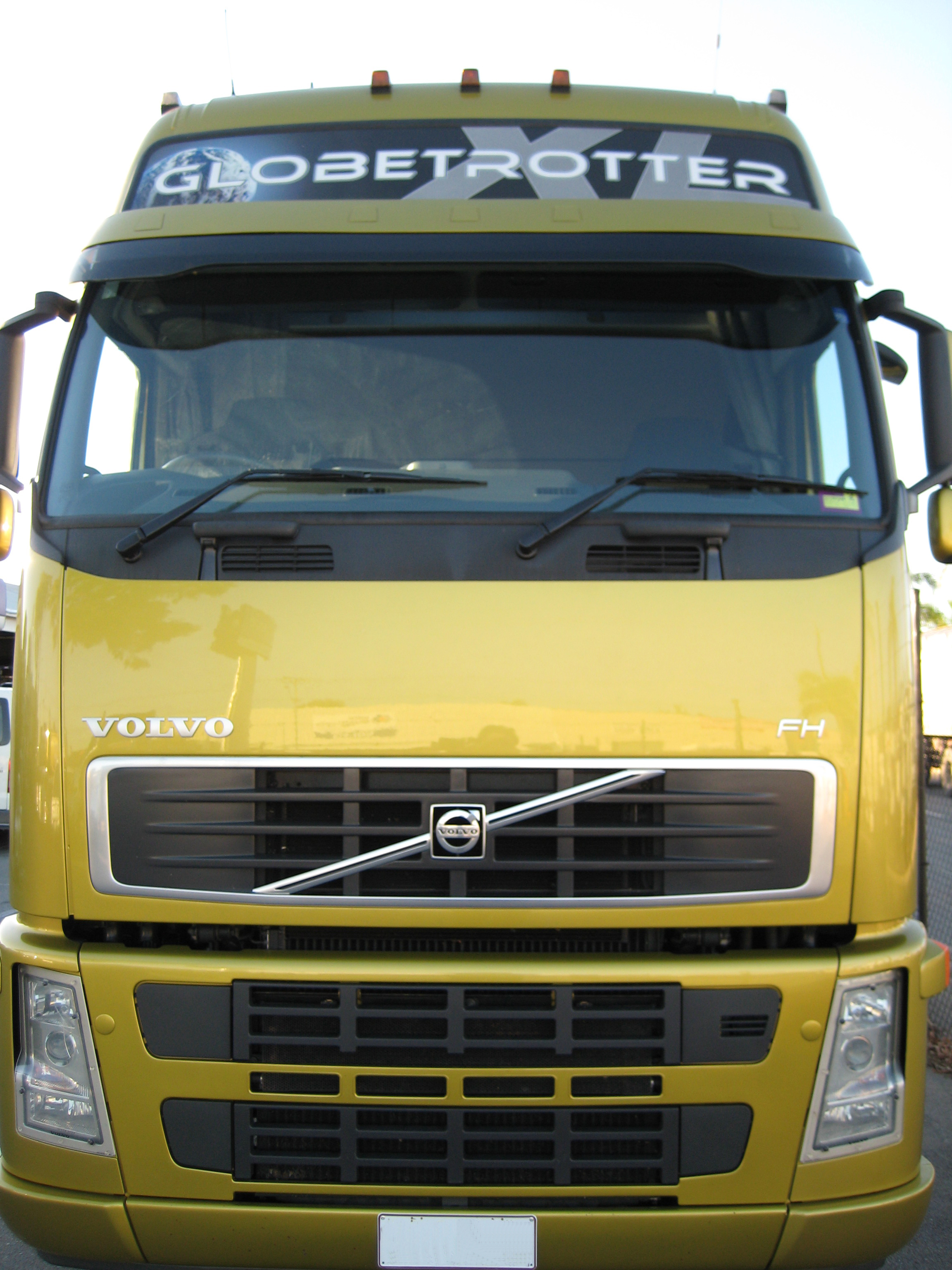
FH version 2.

En 2001, Volvo lance la troisième génération des séries FH et FM, avec une cabine et une transmission ayant subi une importante cure de jouvence. Avec un coût d'investissement de 600 millions d'euros, des changements majeurs ont été opérés : un nouveau dessin de cabine, pour améliorer ses caractéristiques aérodynamiques, une nouvelle transmission automatique « I-shift », de nouveaux systèmes électroniques et des améliorations sur le moteur.

### Une nouvelle cabine
Les changements appliqués à la cabine incluent une nouvelle cabine standard, plus longue de 150 mm, avec une nouvelle entrée d'air et un plancher plat. De nouveaux rétroviseurs ont été montés, réduisant les angles morts et améliorant l'écoulement de l’air, tandis que de nouveaux phares, de nouveaux feux de gabarit avant, un nouveau pare-soleil et des échelons d'accès plus larges complètent le tableau. L'intérieur a été redessiné avec des formes plus arrondies pour le tableau de bord et des nouveaux sièges avec ceintures de sécurité intégrées. L'intégration d’un système de téléphonie complet, avec haut-parleurs, microphone et commandes au volant était possible en option.
En dotation de série standard, les modèles FH sont équipés du FUPS (en anglais : « Front Underrun Protection System » : Système de Protection contre l'Écrasement Frontal). Ce système améliore encore la sécurité, car il évite aux véhicules plus petits (voitures) de se retrouver « aplatis » par le camion ou de passer dessous en cas de collision frontale.

### Transmissions«TC»et«I-shift»
- Le D12D, évolution du vénérable D12C, évolue en puissance, qui est désormais de 500 ch. Il est équipé d'une technologie « Turbo Compound » (TC) qui utilise encore mieux les gaz d'échappement du moteur. Après être sortis du turbo, ils actionnent une autre turbine qui entraîne le vilebrequin du moteur, par l'intermédiaire d'un embrayage hydraulique et d’engrenages réducteurs. Les changements dans le système de refroidissement coïncident avec l'apparition de systèmes de gestion moteur électronique plus avancés (Engine Management System - EMS), avec un ventilateur de refroidissement contrôlé électroniquement, contrôlé directement par l'ECU du moteur (Engine ECU – EECU). Ce nouveau système participe également à la réduction de consommation de carburant du moteur.

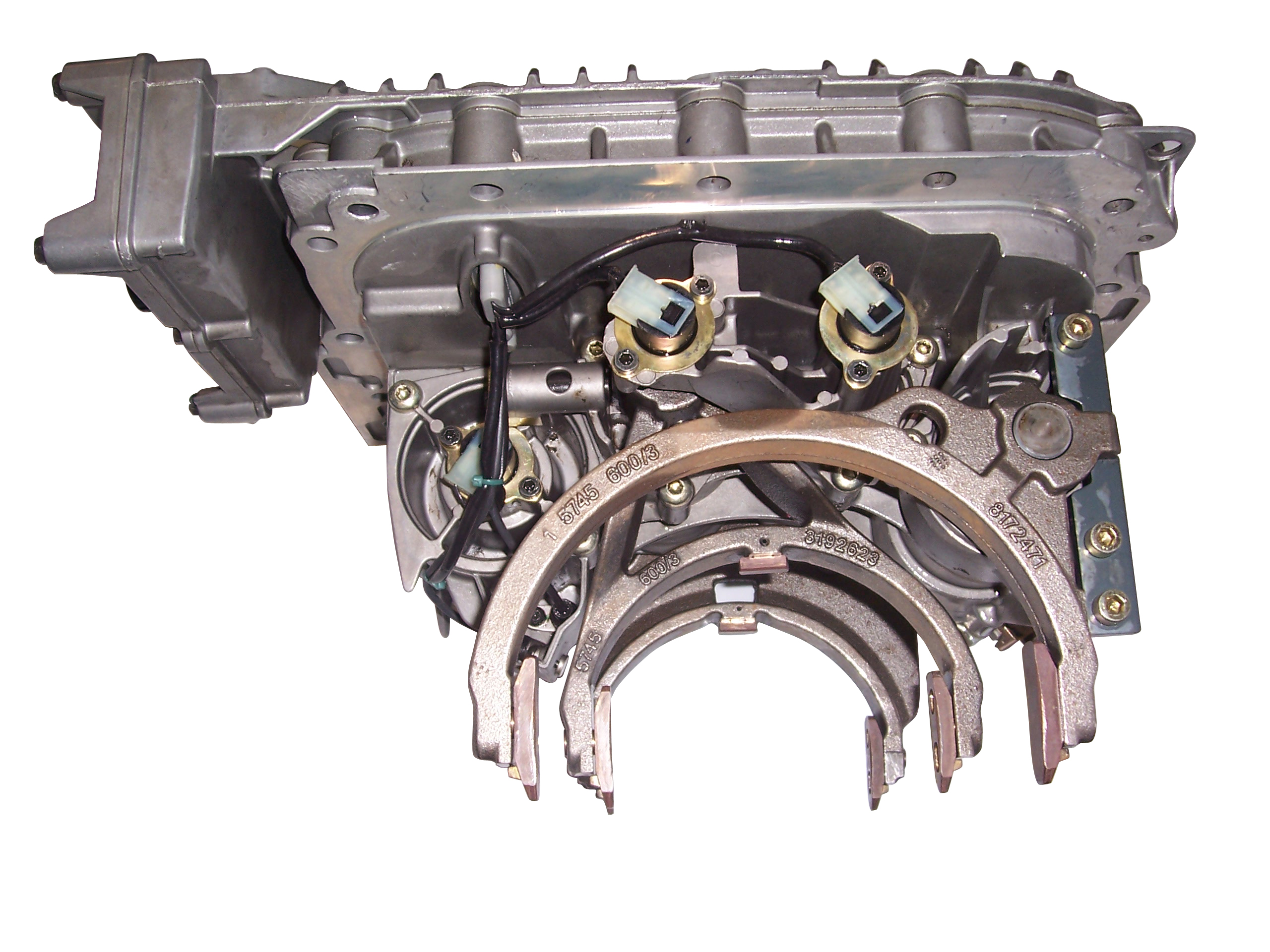
Boîtier de commande de la boîte I-shift.

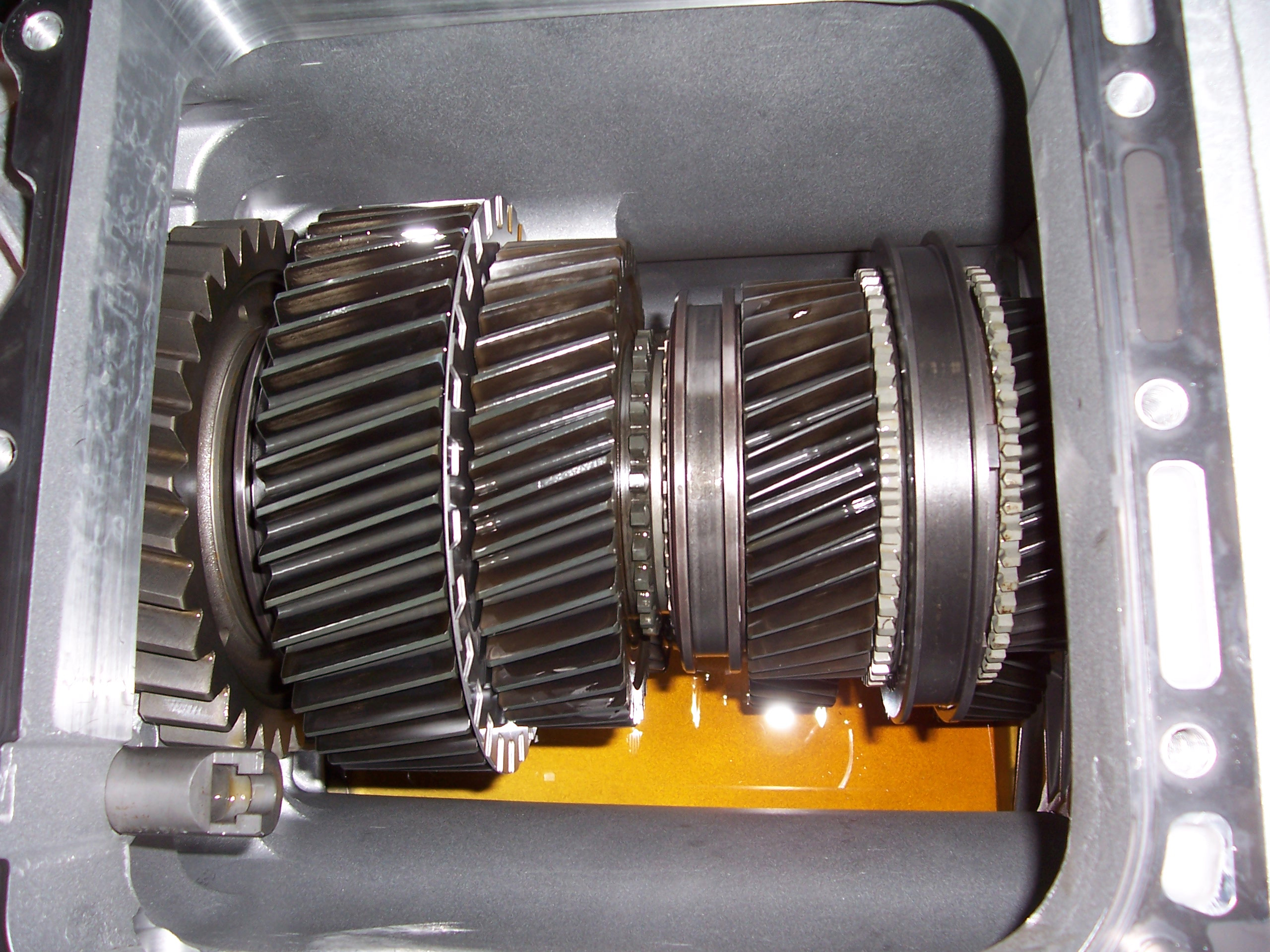
Intérieur de la boîte I-shift.

- La transmission « I-shift » est un concept de transmission manuelle avec un contrôle de changement des rapports géré par ordinateur. Ce système, appelé « Transmission Management System » (TMS) contient deux ECU, une unité de contrôle de la transmission (TECU) et l'unité de contrôle du sélecteur de rapport (GECU – Gear selector Control Unit).

La « I-shift » a pioché parmi des technologies de transmission anciennes, comme par-exemple des engrenages principaux non synchronisés, qui ont permis une diminution de la taille et du poids de la transmission, et un frein d’arbre primaire pour obtenir un contrôle de vitesse plus précis en faisant correspondre le régime du moteur à celui de la transmission. Par exemple, le TECU demande à l'EECU de corriger le régime du moteur, de manière à synchroniser le nombre de tr/min du moteur et de l'arbre secondaire de la boîte, afin de pouvoir réaliser un changement de vitesses en douceur, semblable à ce que permettait d'obtenir un double débrayage.

### FH16«2003»: la puissance intelligente

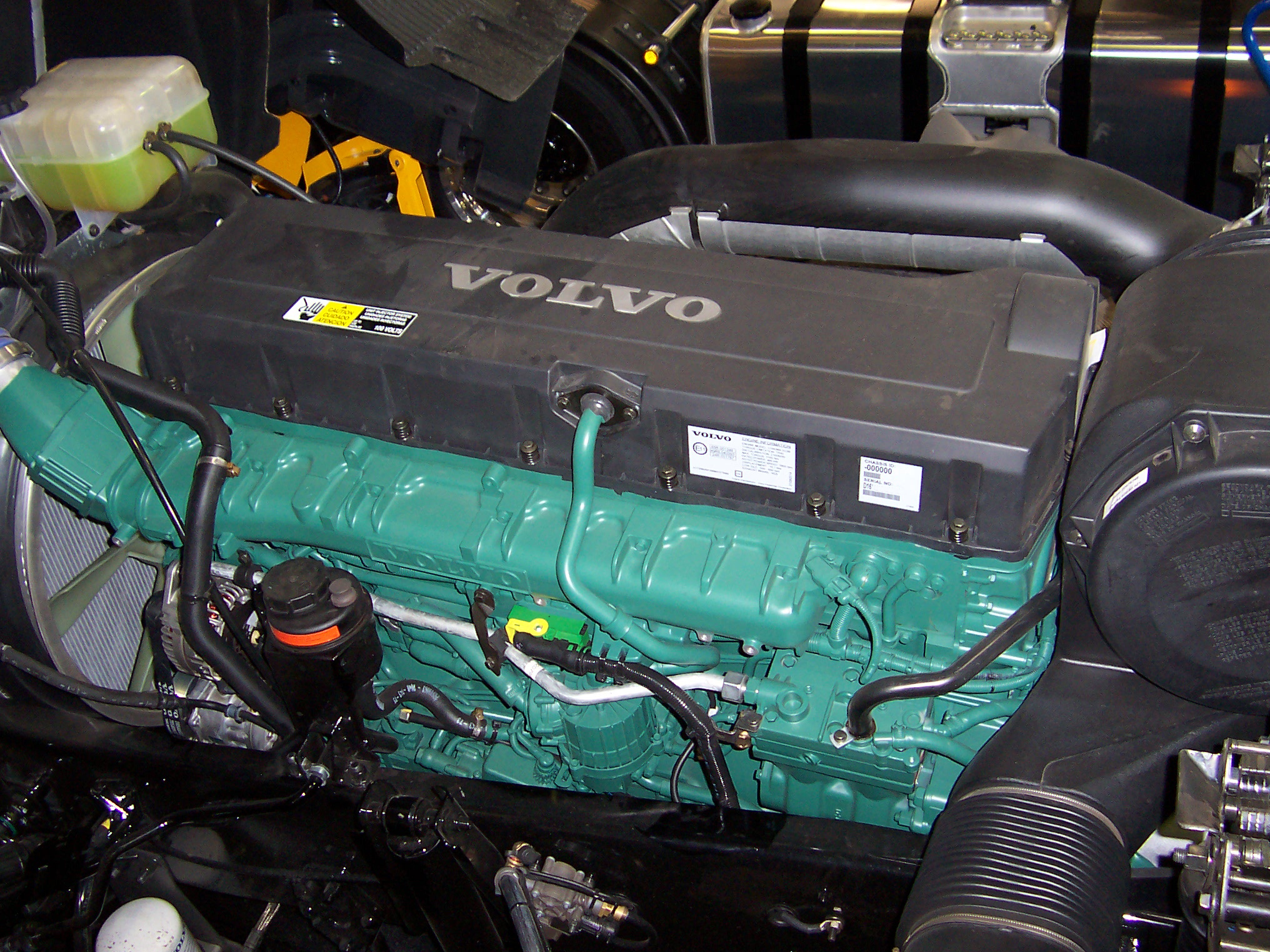
Moteur D16E'

Après avoir retardé son lancement pendant deux ans, Volvo présente en 2003 l'un des camions les plus puissants jamais produits.
Le moteur D16C est disponible en deux configurations de puissance, 550 ch et 610 ch, et son design tout-nouveau n'est pas sans rappeler, dans les grandes lignes, celui du moteur D9, présenté quelque temps plus tôt pour les séries « FM ». Les changements notables comprennent des pignons de distribution se trouvant sur le côté du volant du moteur (monté à l'arrière), nouveauté qui permet un meilleur écoulement d'air autour du bloc-moteur, des phases d'injection et d’ouvertures de soupapes plus précises, une réduction du bruit et une simplification de la fabrication, le carter contenant le volant-moteur étant aussi utilisé pour y loger les pignons de la distribution.
En 2005, Volvo augmente la puissance délivrée par le D16C à 660 ch, faisant de son camion l’un des plus puissants disponibles sur le marché. Les moteurs D16E actuels sont disponibles avec des puissances de 580 ch, 640 ch et 700 ch. Ils sont équipés du système SCR (en anglais : « Selective Catalytic Reduction » : Réduction Catalytique Sélective), système qui permet de diminuer les rejets de polluants dangereux, comme les oxydes d'azote (NOx). Ce système utilise un additif d’échappement connu sous le nom d'AdBlue.

### Les FH, de 2005 à 2008

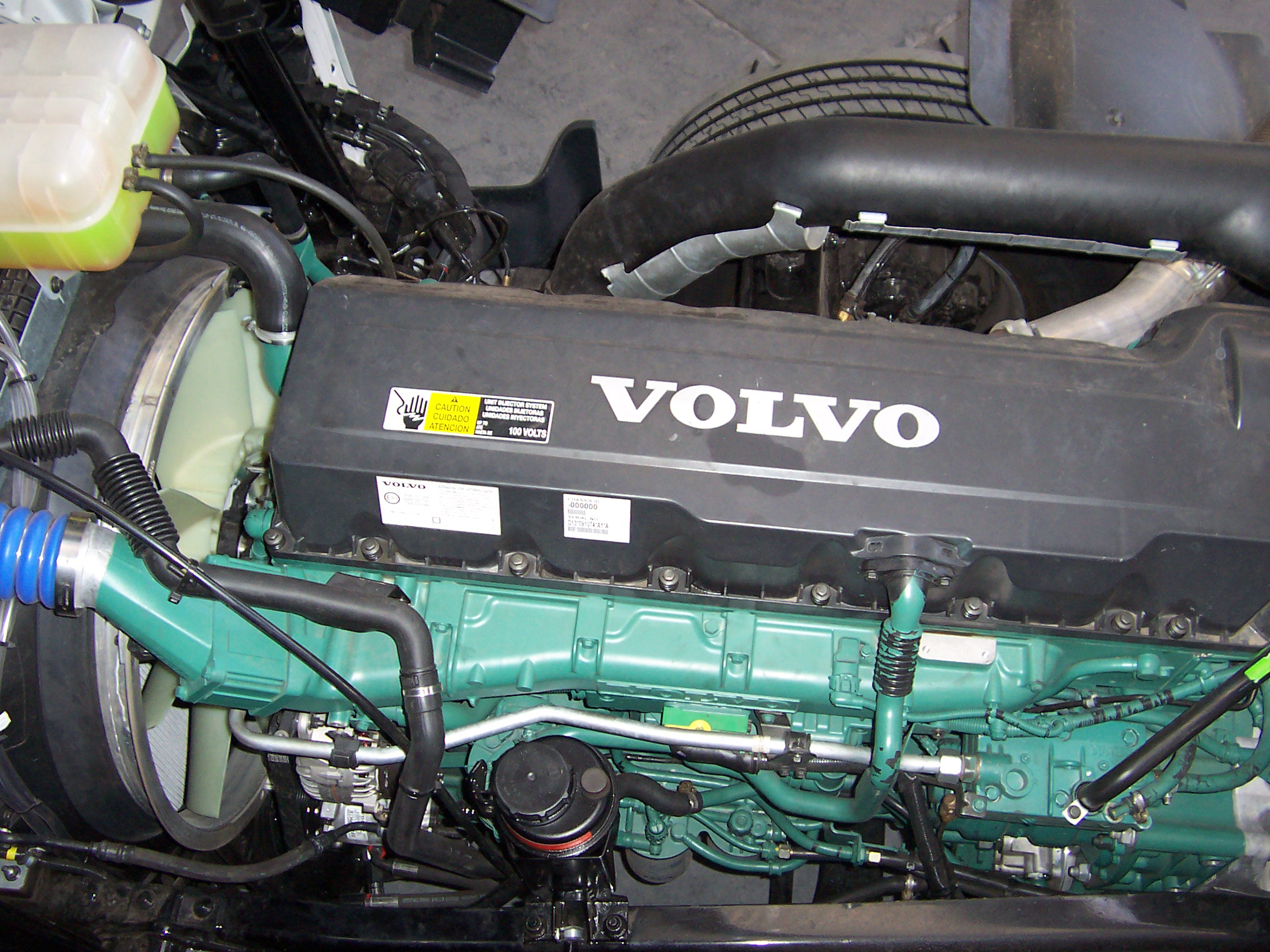
Moteur D13A.

En 2005, Volvo présente un nouveau moteur 13 litres, le D13A, incluant les mêmes caractéristiques techniques que celles de ses moteurs 9 et 16 litres, et disponible en plusieurs niveaux de puissance : 360 ch, 400 ch, 440 ch, 480 ch et 520 ch.
Initialement prévu pour satisfaire les exigences de la norme Euro3, de nouvelles améliorations lui permettront de satisfaire, voire de dépasser les standards de la norme Euro4, et de viser ainsi les objectifs de la norme Euro5. Le D13A comporte un carter de ventilation fermé et comprend également un nouveau type d'injecteur, le modèle E3 de la marque Delphi. Dans le cadre du « relooking » de son véhicule, Volvo a également abandonné son ancien schéma d'appellation et a décidé de ne plus afficher la taille du moteur dans le nom du modèle, de sorte que dorénavant les modèles ne sont plus connus que sous le nom de FH seul. Sur son moteur D13A (équipé lui aussi du SCR), Volvo a aussi installé une version améliorée de son frein-moteur VEB, le « VEB+ », comportant un culbuteur auxiliaire supplémentaire et un quatrième lobe de came par cylindre. Les puissances disponibles sont de 360 ch, 400 ch et 480 ch.
En 2007, Volvo présente le D13B, avec système EGR et turbocompresseur à géométrie variable, mais sans filtre à particules. Volvo est d'ailleurs à l'heure actuelle l'unique constructeur à proposer ce type de configuration moteur. Les moteurs sont disponibles avec des puissances légèrement revues à la baisse, 360 ch, 400 ch, 440 ch et 500 ch, et sont partagés avec  la série FM. Toutefois l'option « 500 ch » est uniquement disponible pour la série FH.

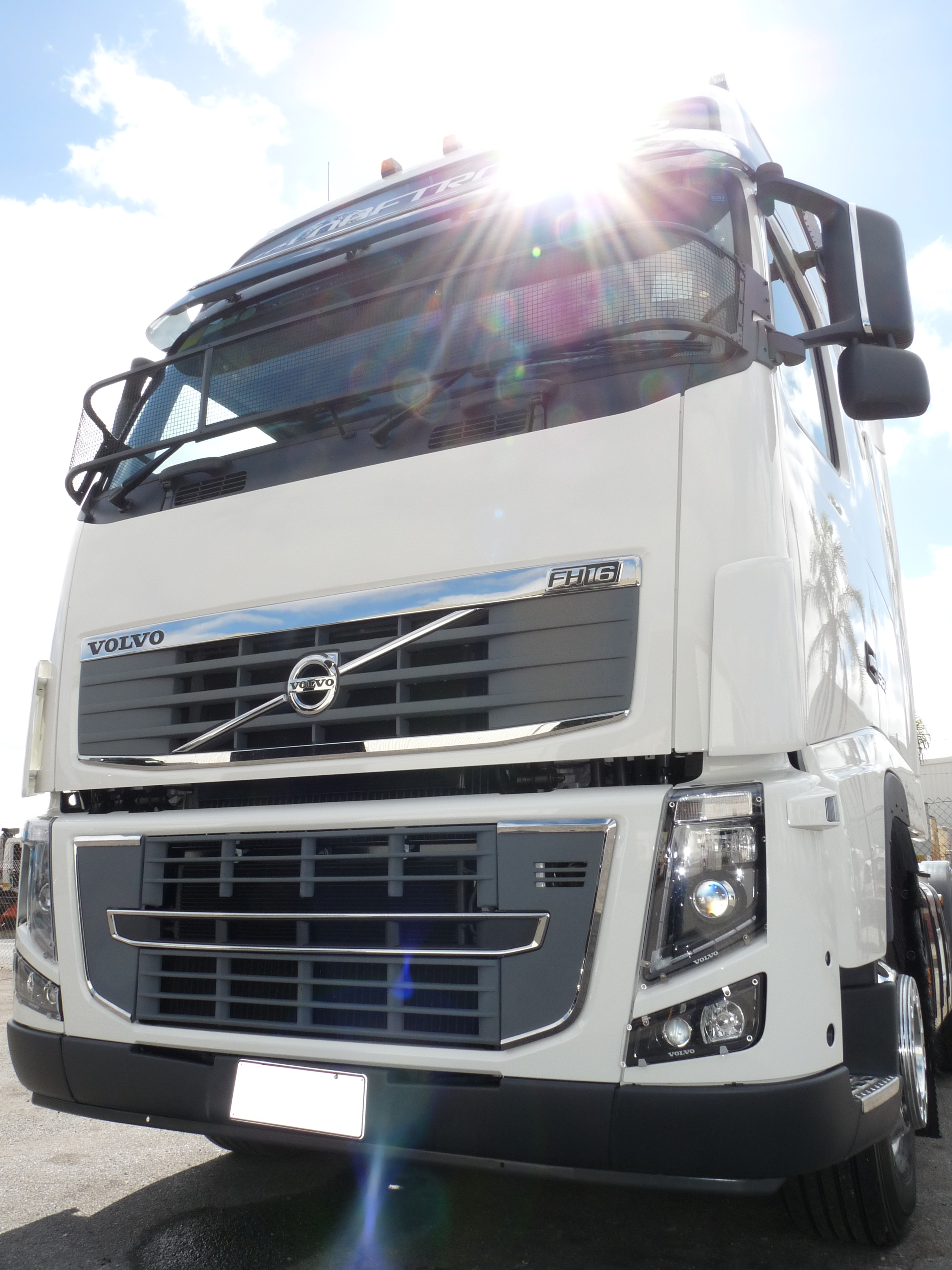
FH16 de deuxième génération.

À partir de 2005, le moteur D12 sera aussi partagé avec Renault, pour le Magnum, sous l'appellation de DXi 12, en puissances de 440 ch et 480 ch. Il sera suivi par le DXi 13 en 2006, jumeau du D13 Volvo, répondant aux normes Euro 4 et réglé à 460 ch et 500 ch.

### FH et FH16 de deuxième génération (2008 - 2011)
Août 2008, Volvo lance une mise à jour des séries FH, en mettant l'accent principalement sur le confort du conducteur et l'ergonomie. Parmi les caractéristiques principales, on trouve des essuie-glaces automatiques contrôlés par capteur de pluie, des feux de virage pour une meilleure visibilité en courbe, un système audio puissant avec des entrées USB, AUX et Mp3, ainsi qu'un siège passager pivotant. La grille redessinée, les marchepieds, le pare-soleil et les blocs de phares sont les changements les plus visibles par-rapport aux modèles précédents.
Seulement six mois plus tard, Volvo annonce une première, avec le FH16 et ses 700 ch sous le pied, présentant là-encore l'un des plus puissants camions de série en production dans le monde. Poursuivant sur le thème de la norme Euro5, des mises à jour du moteur 13 litres et la présentation d'un nouveau moteur 11 litres apparaissent quelques mois plus tard.
Dans le cadre de l'engagement permanent pour la sécurité routière, un certain nombre de caractéristiques de sécurité ont également été améliorées, comme le régulateur de vitesse adaptatif contrôlé par radar, le DAS (en anglais : « Driver Alert System » : Système d'Alerte du Conducteur), qui garde l'œil sur le temps de conduite du conducteur et contrôle en permanence sa réactivité (lutte contre le sommeil au volant), le LKS (en anglais : « Lane Keeping Support »), système d'alerte anti-franchissement de ligne qui avertit le conducteur lorsqu'il s'écarte sans raison de sa voie et le LCS (en anglais : « Lane Change Support »), chargé d'alerter le conducteur si un autre véhicule se trouve dans l’angle-mort de ses rétroviseurs, au moment où il tente de changer de file.
En 2011, la nouvelle version à 750 ch du D16 est présentée aux clients. Elle est mise sur le marché en 2012, rendant hommage à 25 ans de moteurs Volvo 16 litres.

## Version 4 (2012-)

### Première génération (2012-2020)
En 2012, Volvo Trucks dévoile une toute nouvelle génération de son FH. Il s'agit d'une cabine inédite.
À l'intérieur, Volvo introduit un nouvel habitacle. La présentation intérieure est modernisée. Les compteurs sont en partie digitaux et le système multimédia est actualisé.
Cette nouvelle génération reprend la boîte de vitesses I-Shift Volvo à 12 rapports.
Les motorisations diesel de 13 et 16 litres s’échelonnent de 460 chevaux à 750 chevaux.
Volvo propose également des moteurs au gaz naturel.
L'ensemble de motorisations répond à la norme Euro 6.

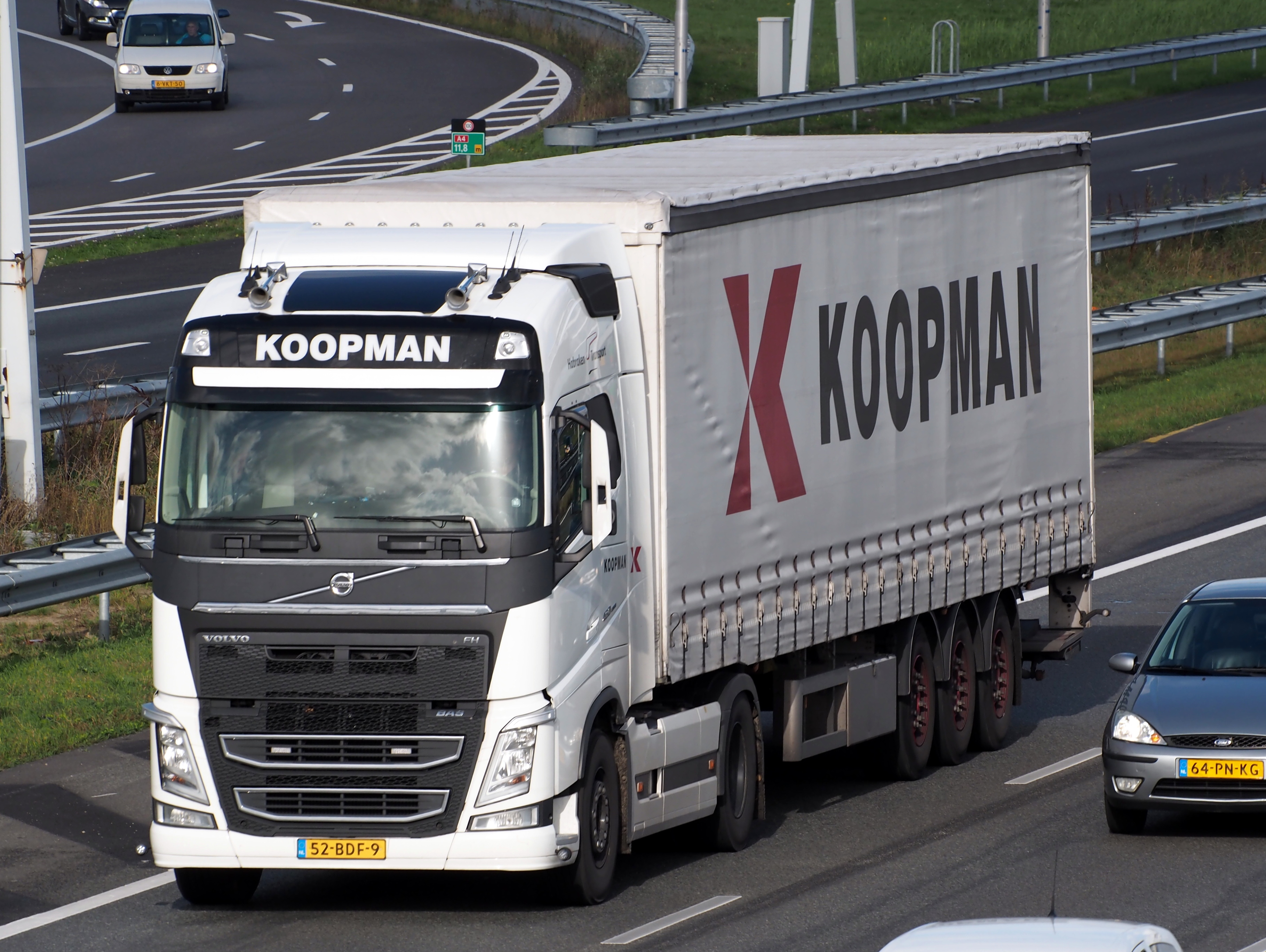
Volvo FH 2012.

### Seconde génération (2020-)
Début 2020, Volvo présente son nouveau FH. Il s'agit d'un restylage de cette génération sortie en 2012. Les feux avant adoptent un nouveau dessin et sont désormais munis de la technologie LED.
L'intérieur subit également une mise à jour. L'instrumentation est entièrement numérique. Le système multimédia est aussi remanié.
Il reprend l'ensemble les motorisations de la génération précédente en y abaissant les émissions de dioxyde de carbone.

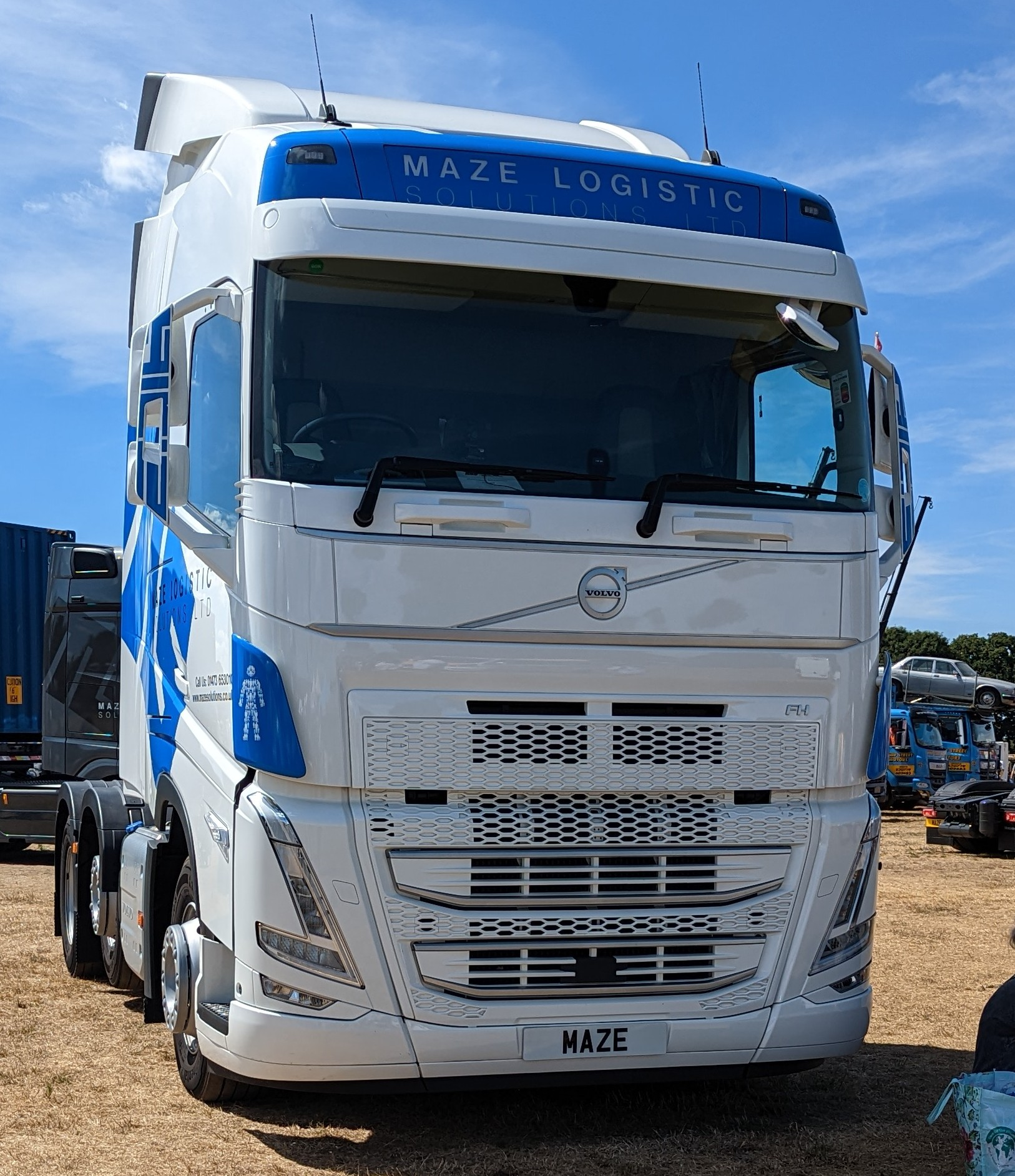
Volvo FH 2021.

## Galerie

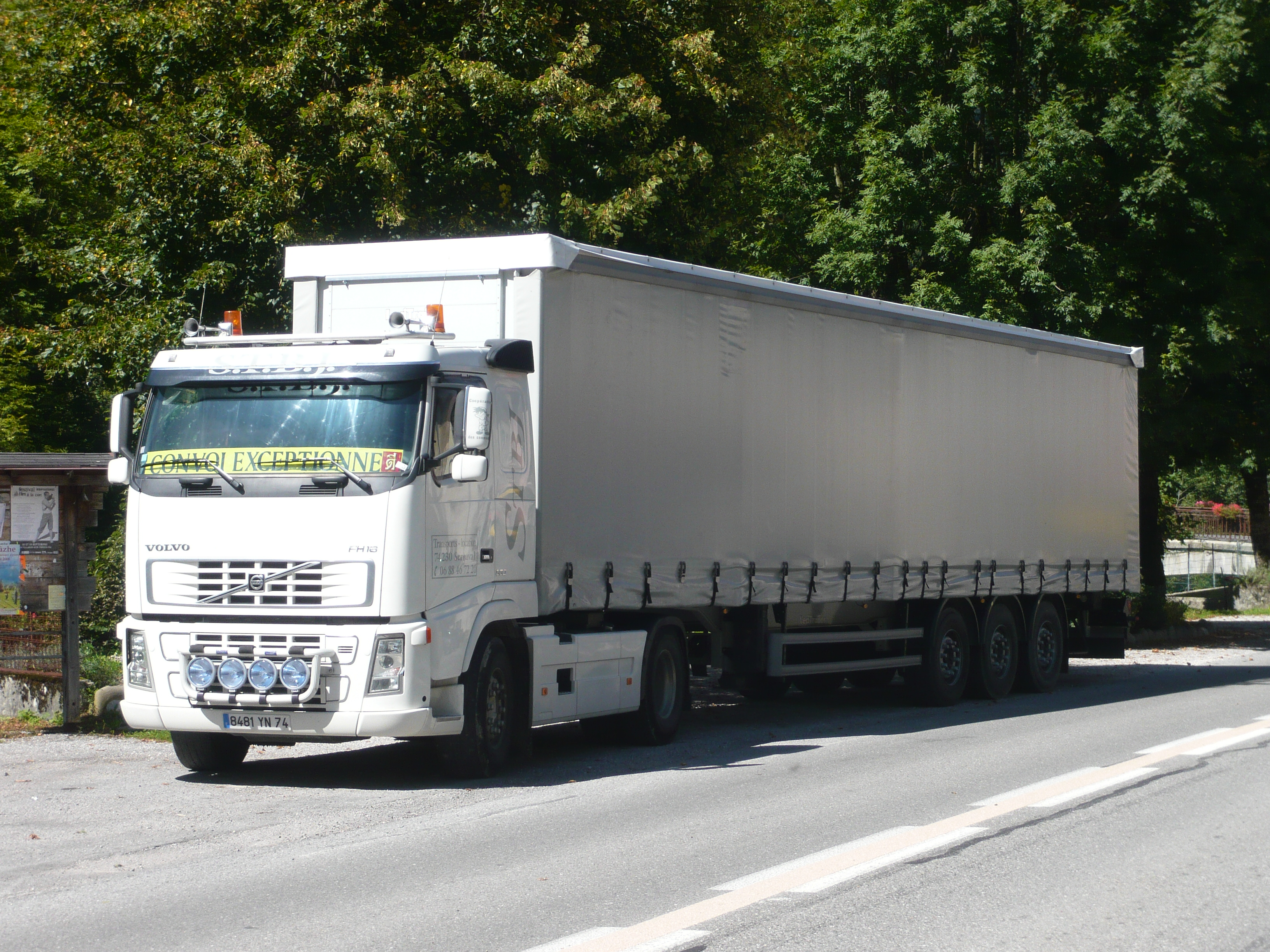
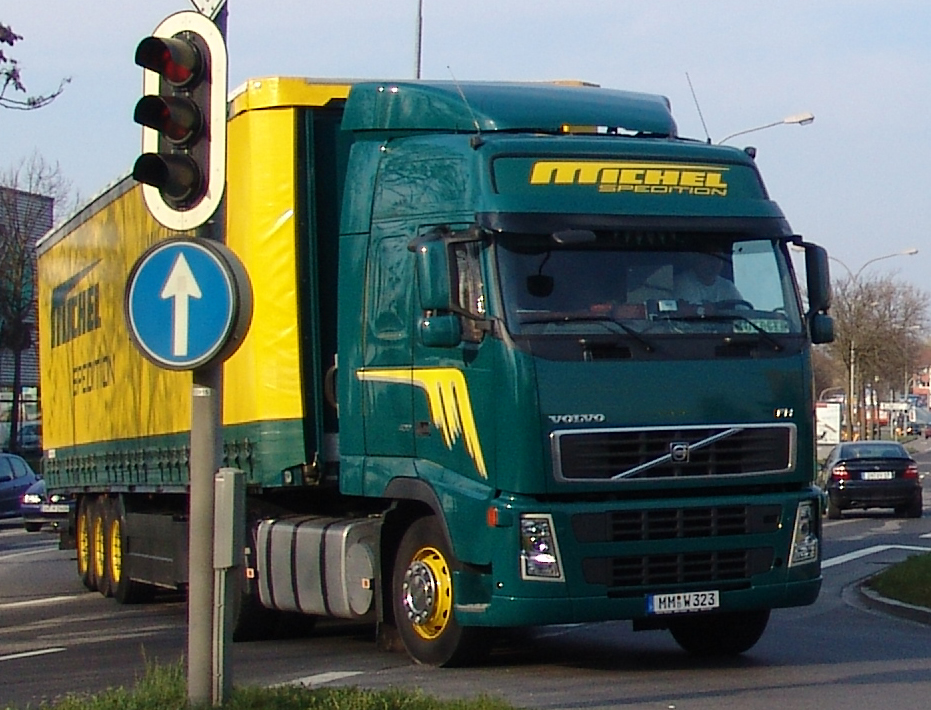
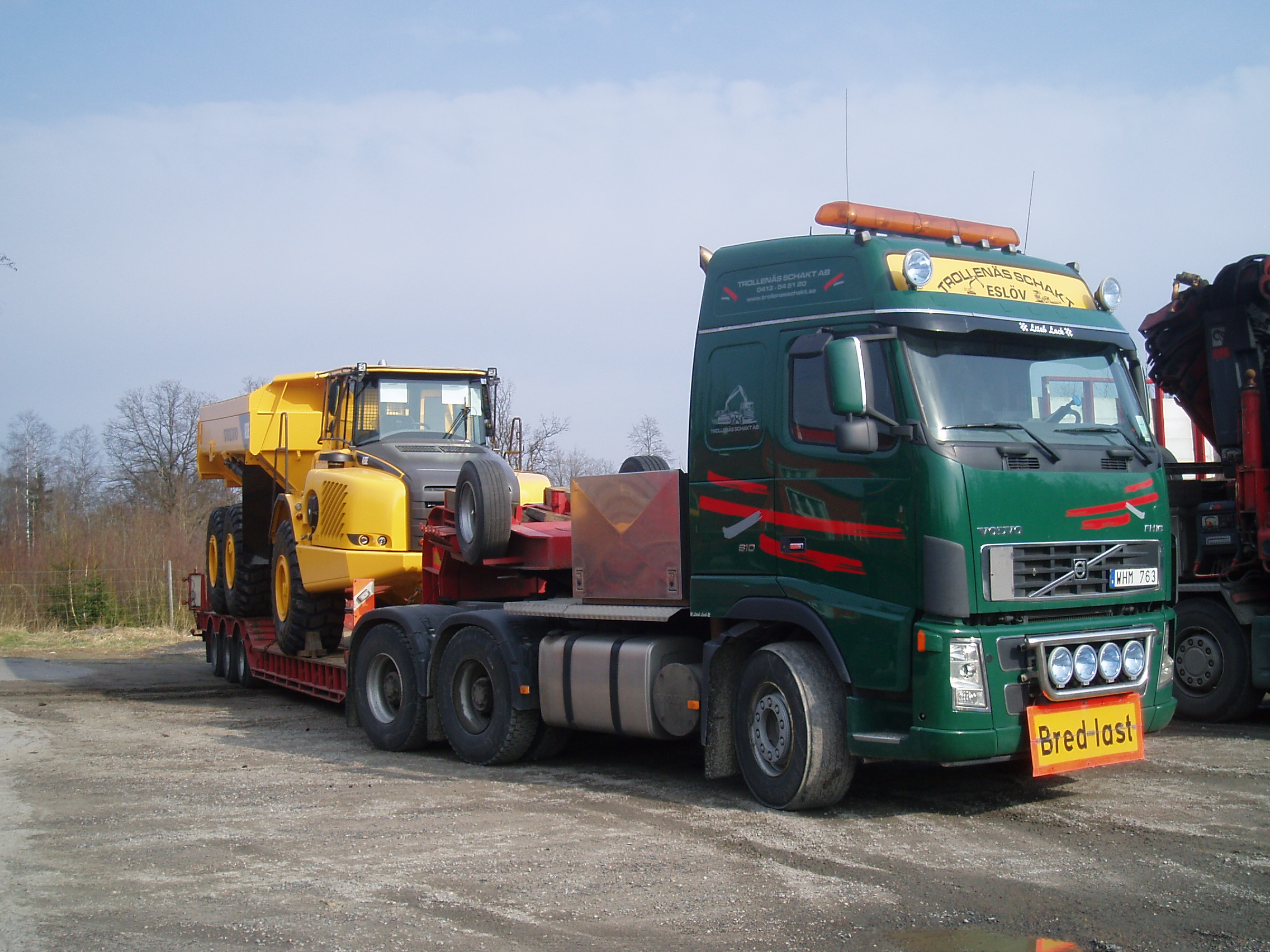
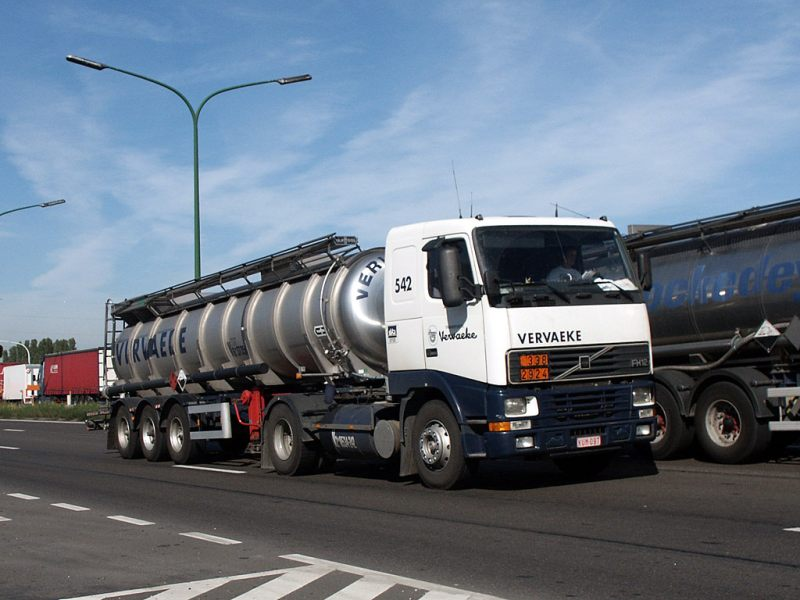
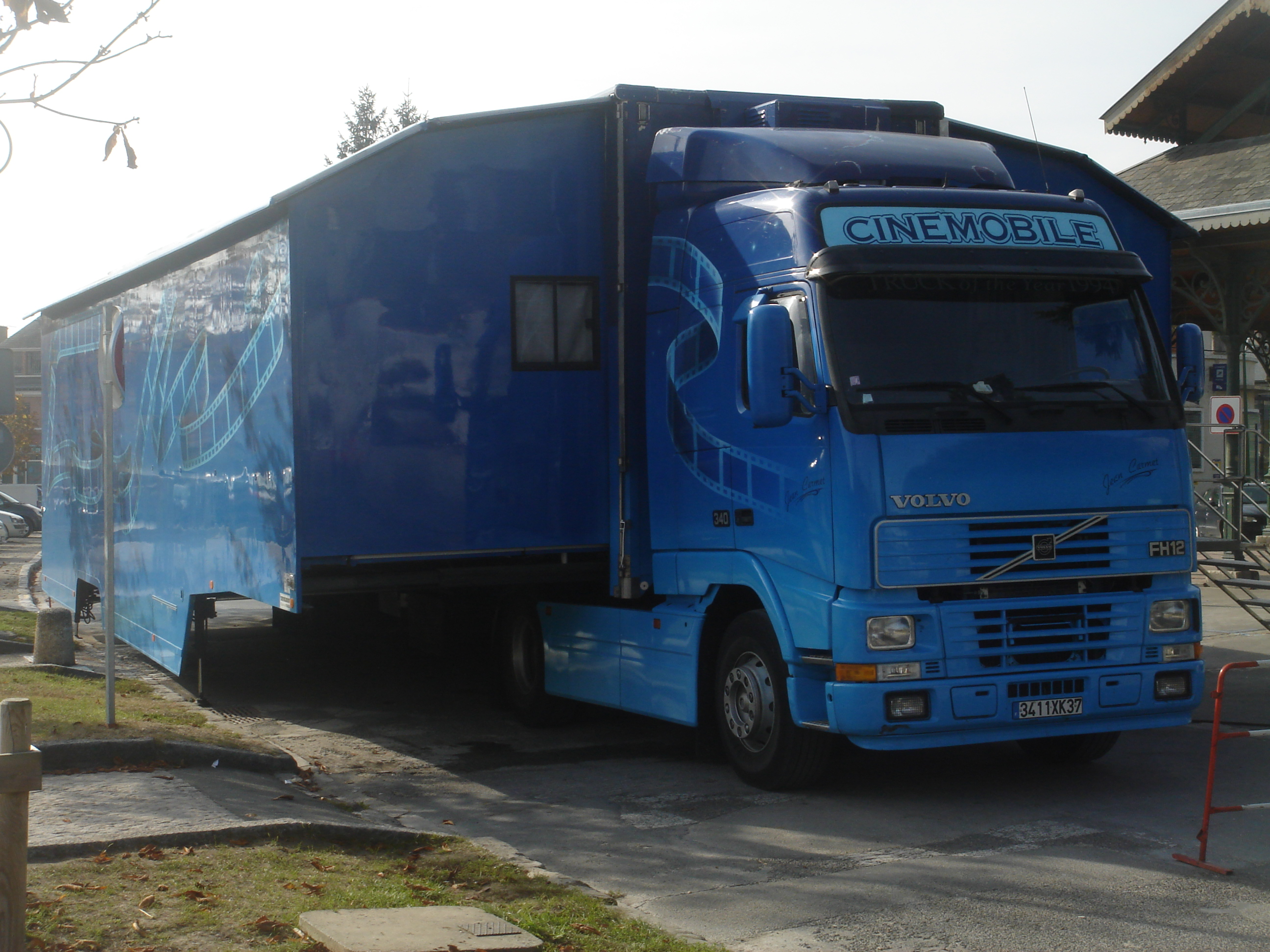
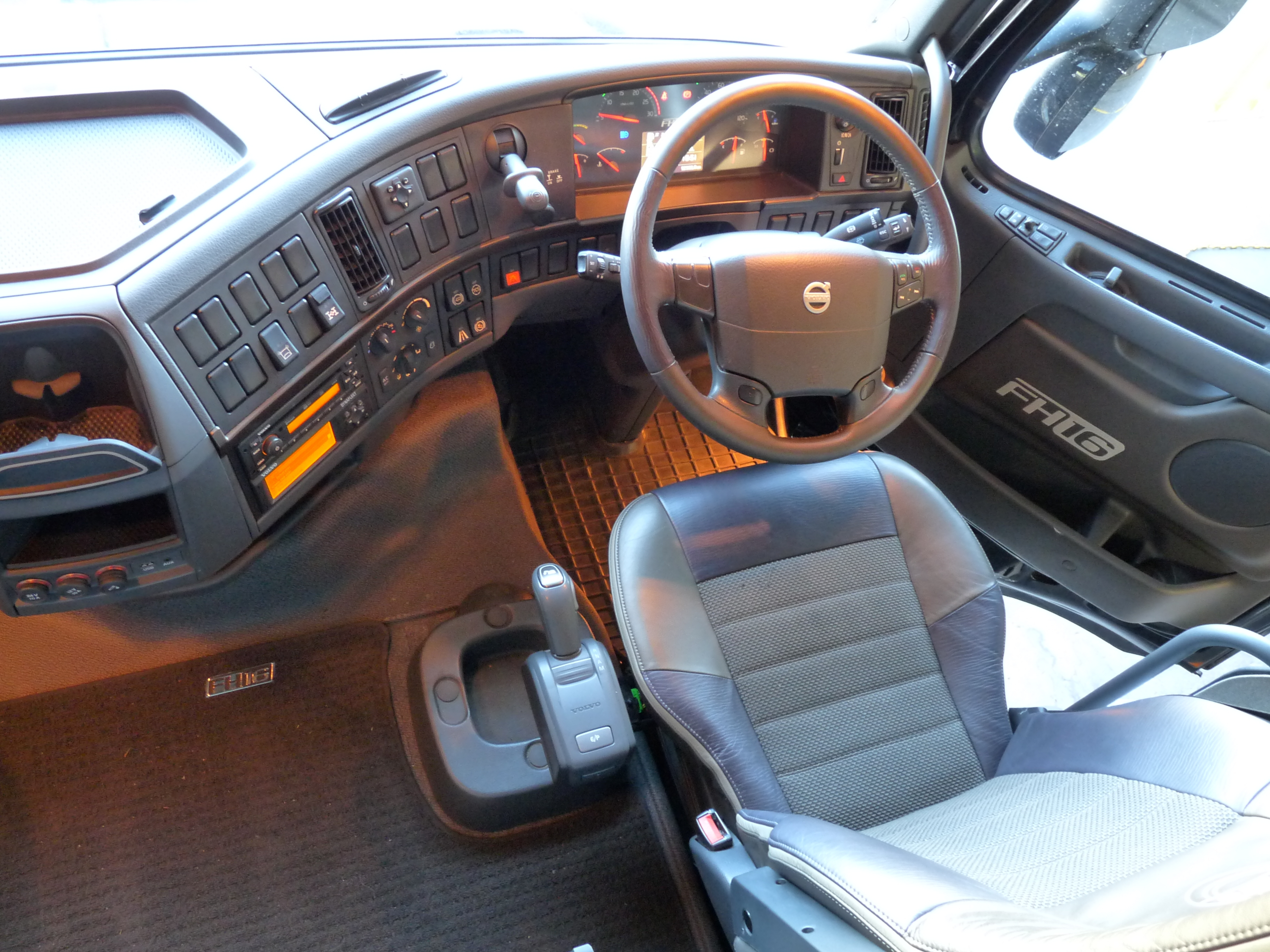
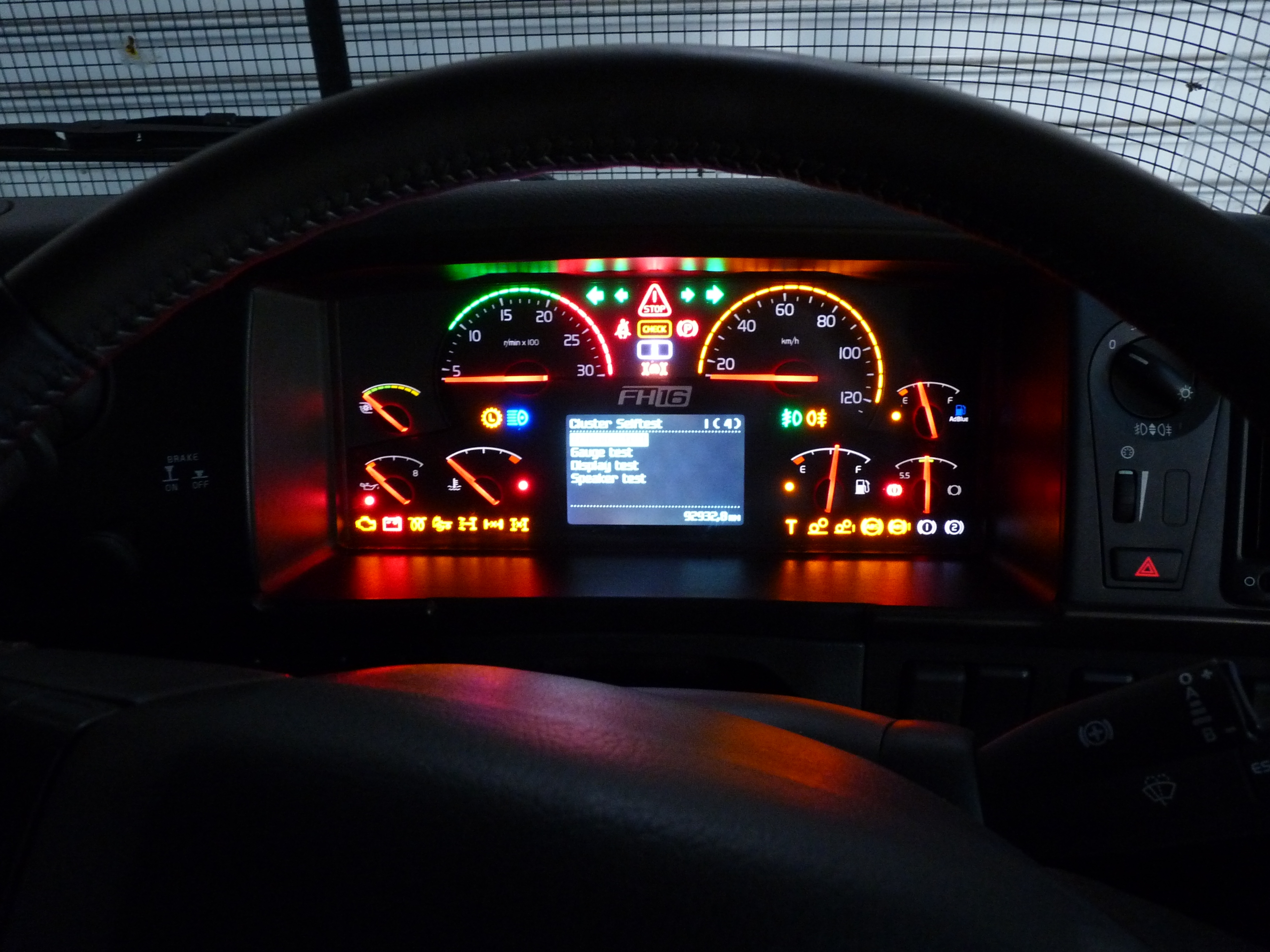
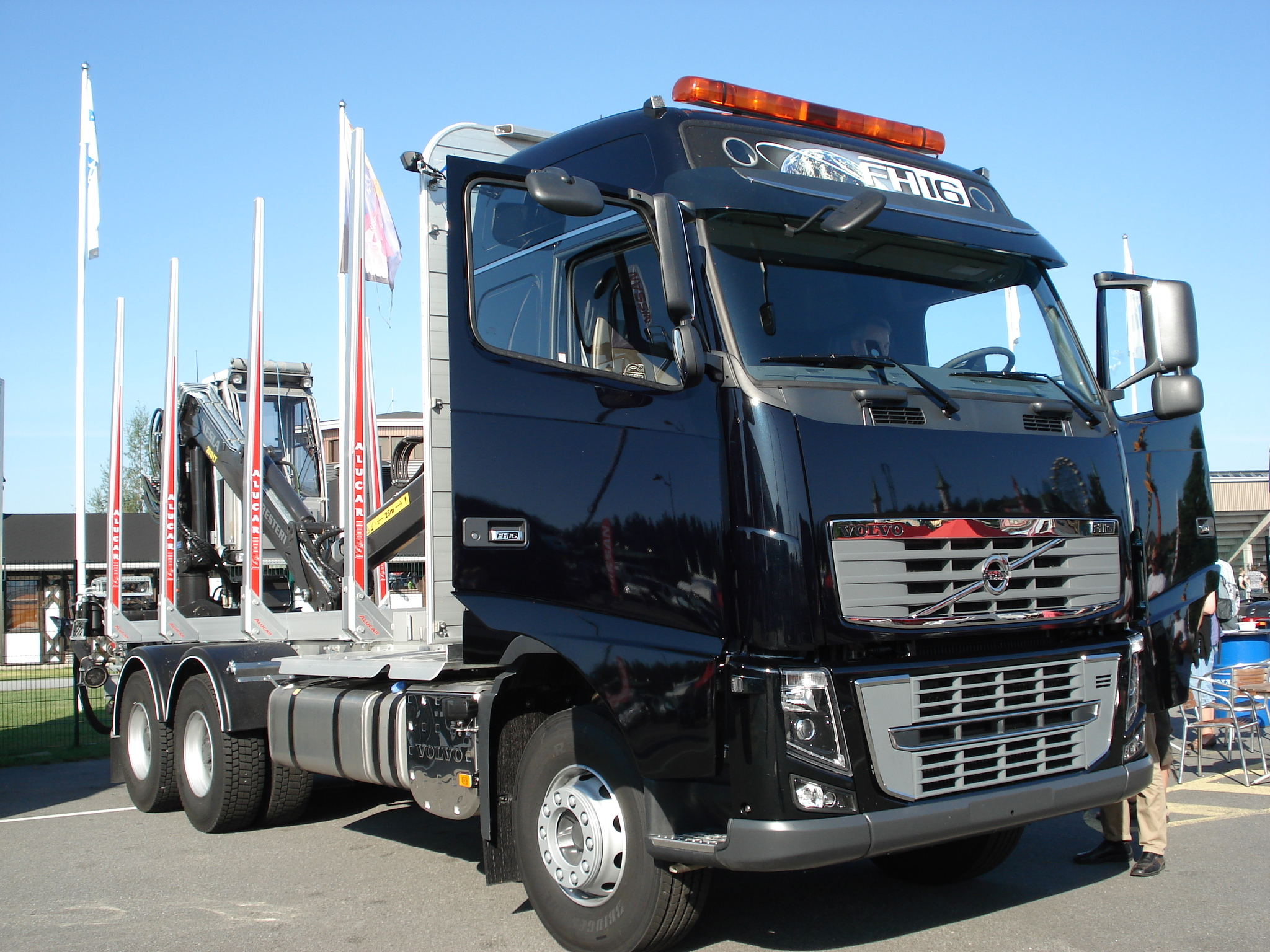
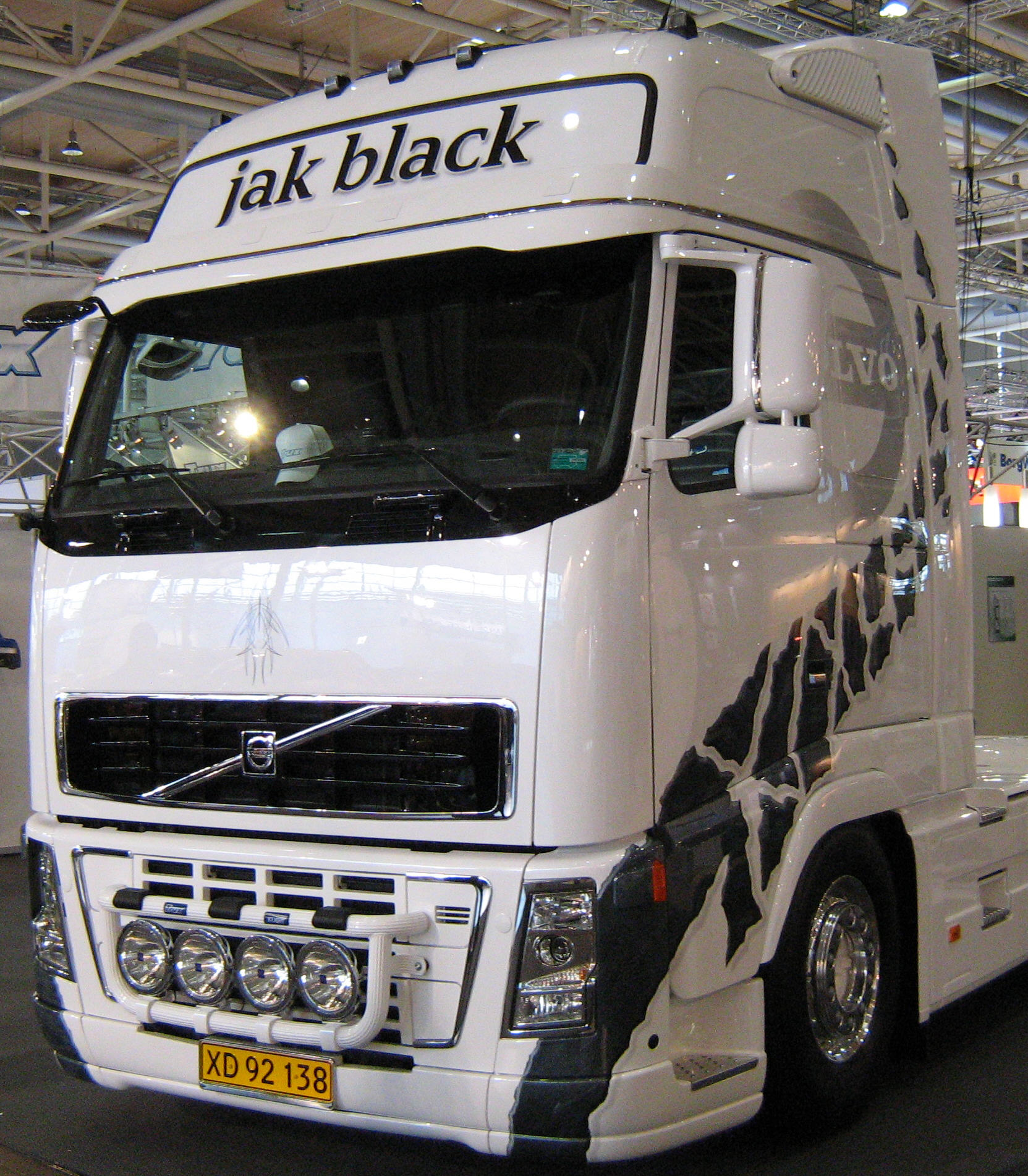
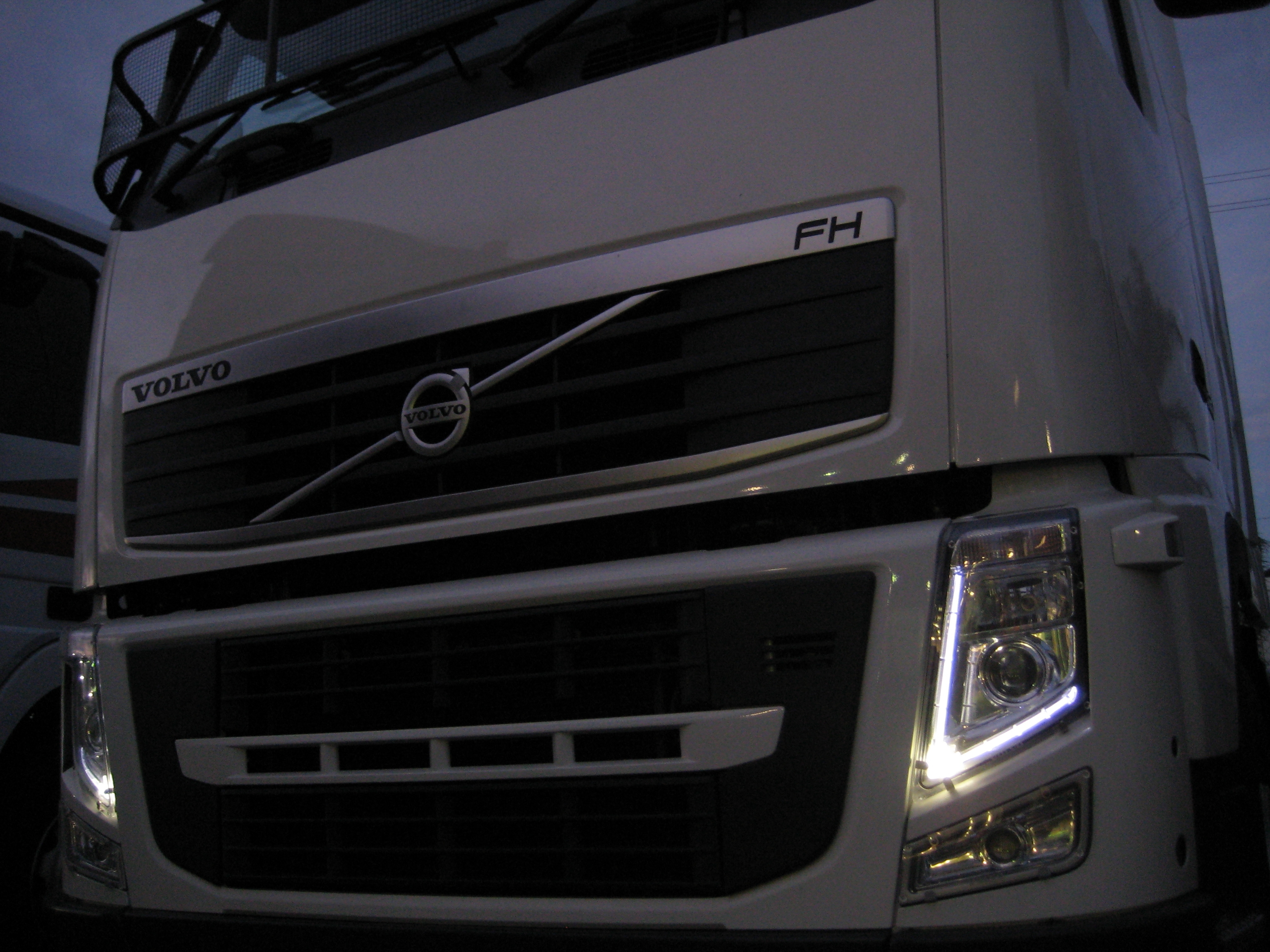
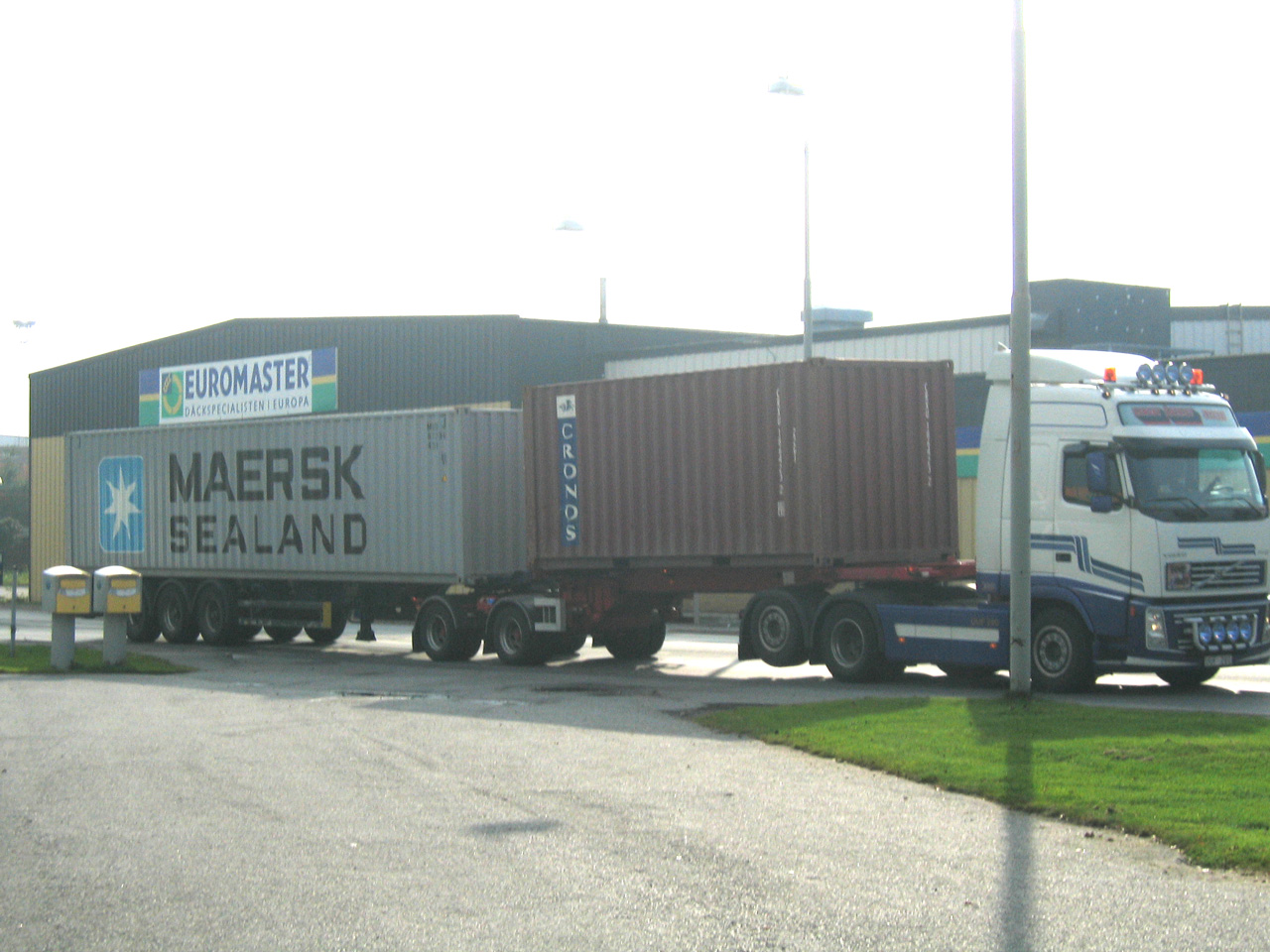